# 성리로

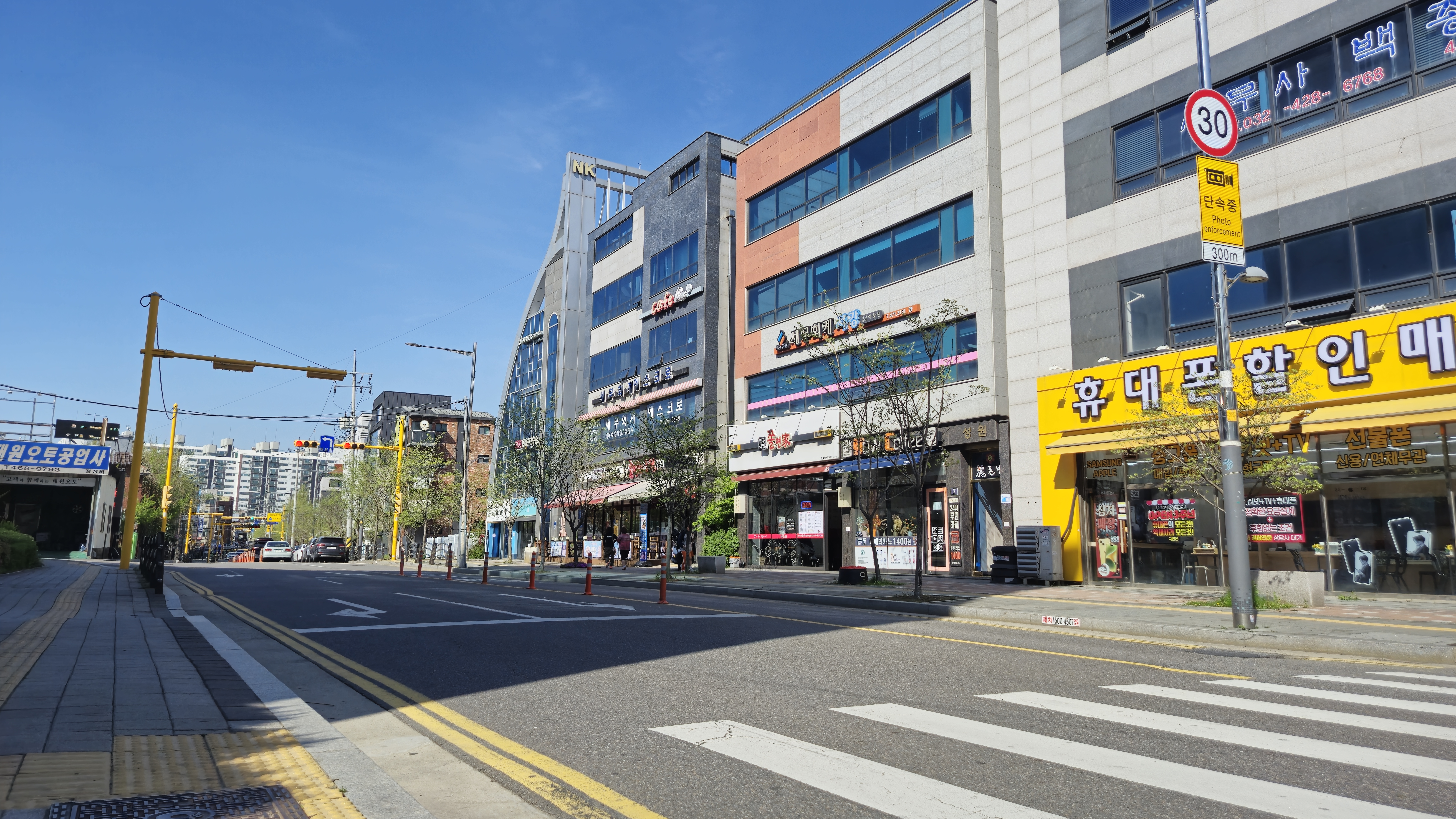
성리로

성리로는 인천광역시 남동구에 있는 도로이다. 성리초등학교의 학교명칭인 성리(과거 주안면의 성말에서 유래)에서 되었다. 구월동 1447-3을 기점으로 구월동 1328을 종점으로 하며 788m(0.78km) 길이를 가진 도로이다.

## 개요
성리로는 성리초등학교와 인천성리중학교가 있으며, 어린이보호구역으로 이루어진 형태와 작은 원형로터리를 가지고 있다. 2009년 11월 16일에 고시 및 효력이 발생되었다. 인주대로와 인하로를 잇는 도로이기도 하다. 동쪽으로는 선수촌공원로와 가지길이 연결된 형태를 취하며 서쪽으로는 남동대로가 있다.
성리초등학교와 인천성리중학교가 함께 있는터라 방과후시간에는 학생들이 상당수 이동이 많다. 남측 인하로 주변에는 남동세무서와 남동경찰서가 있다.

## 인접한 도로
- 인주대로
- 인하로
- 선수촌공원로
- 남동대로

## 주요시설

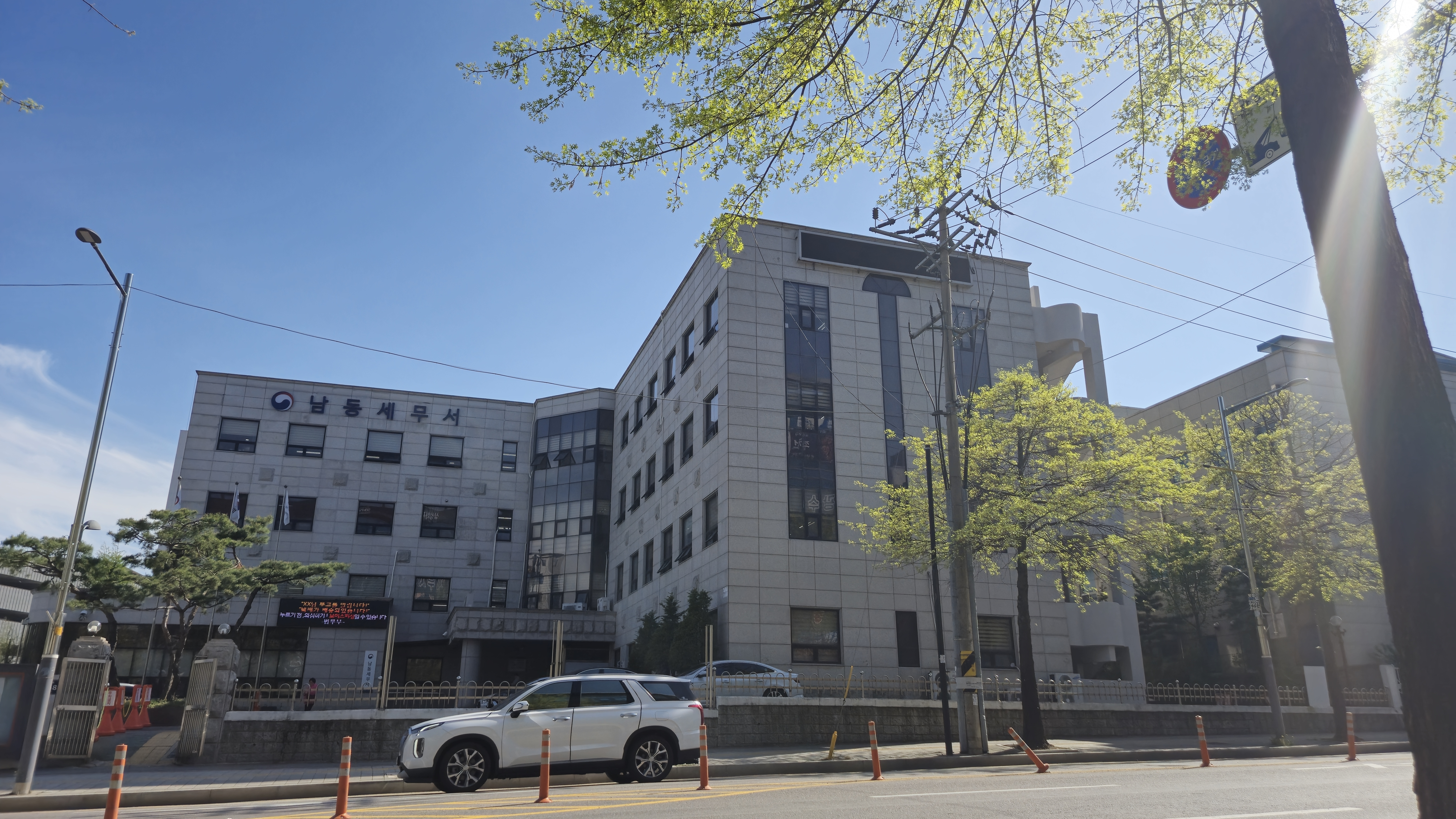
남동세무서
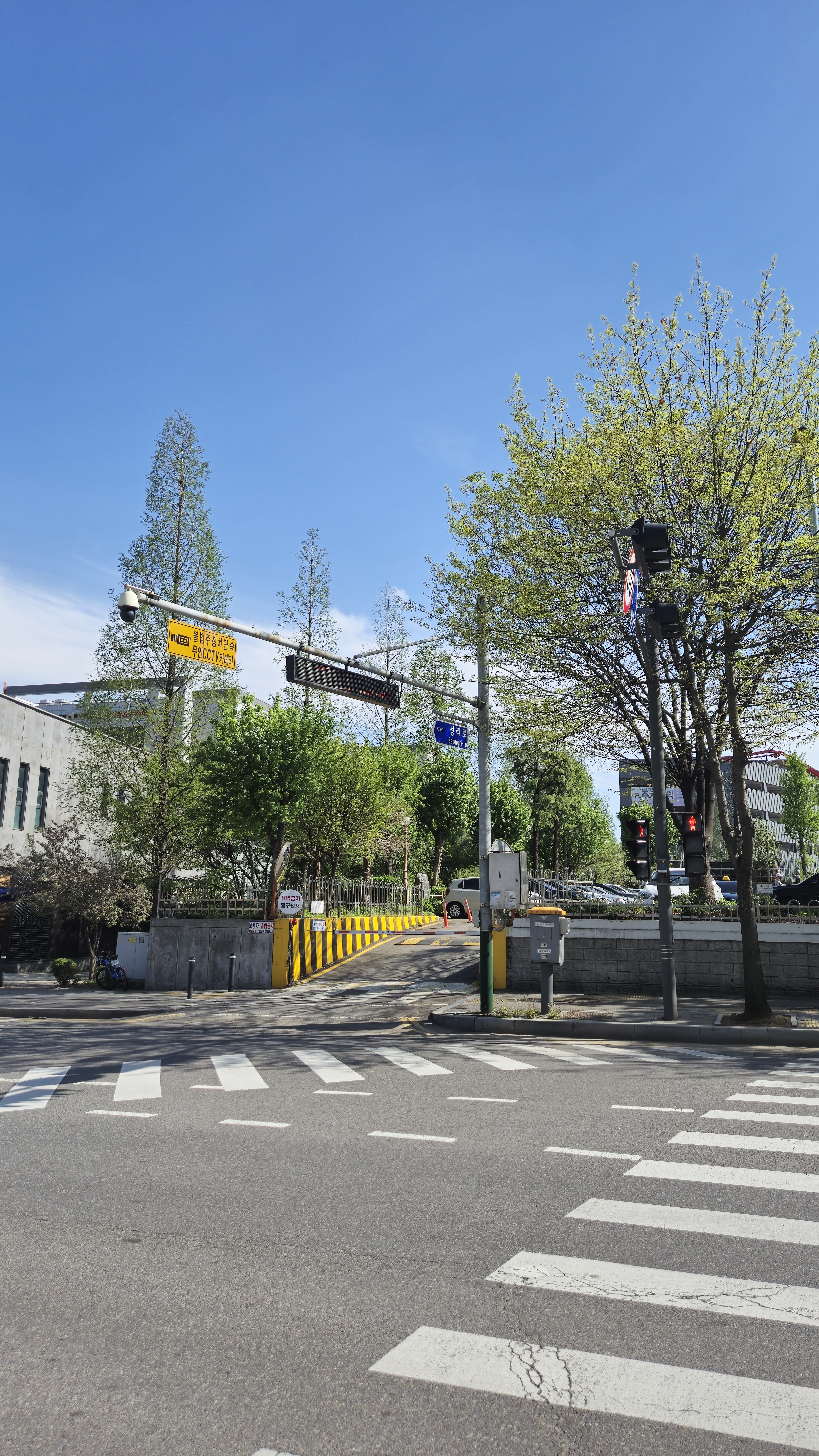
남동세무서 공영주차장
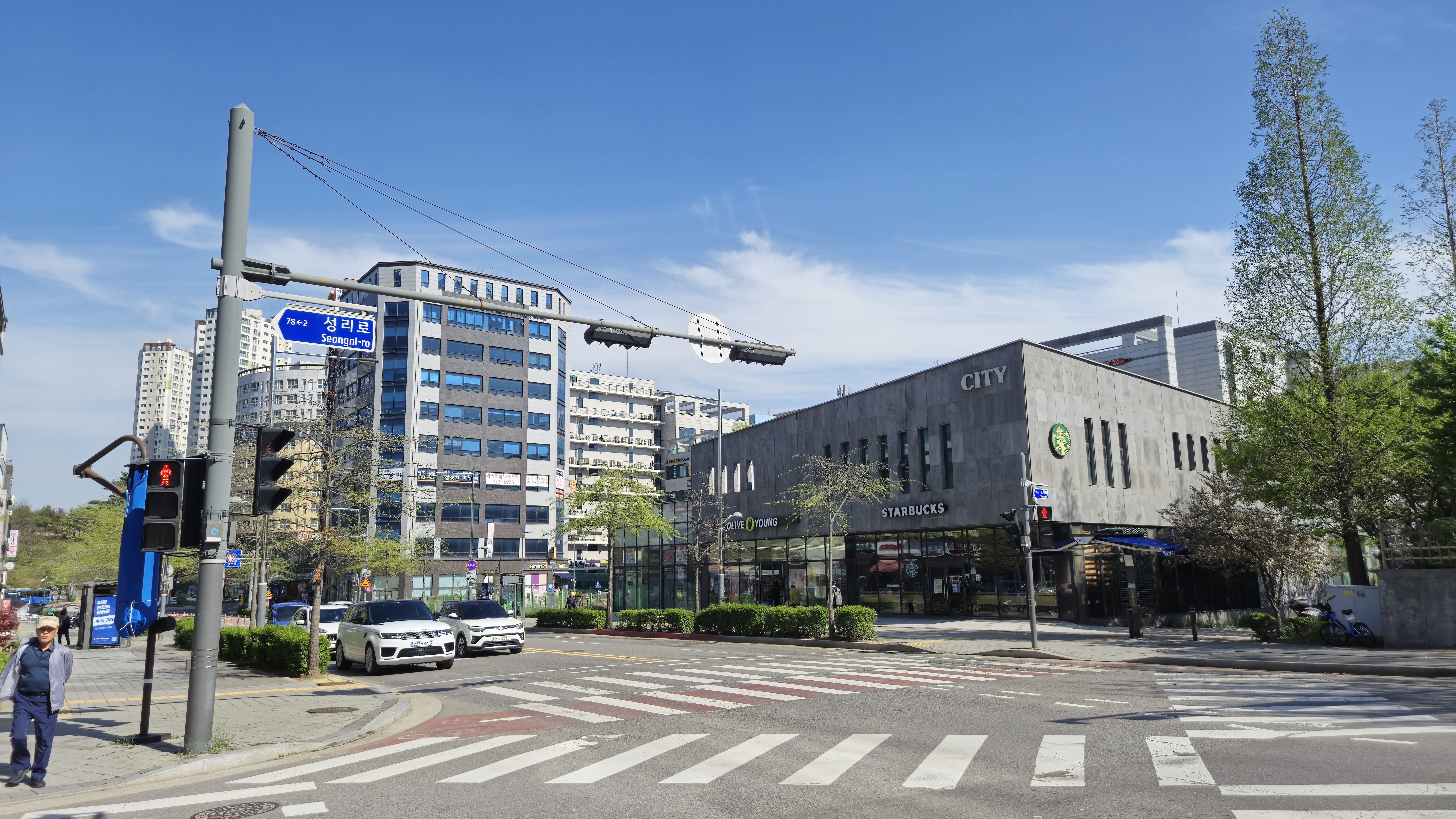
인하로 교차로
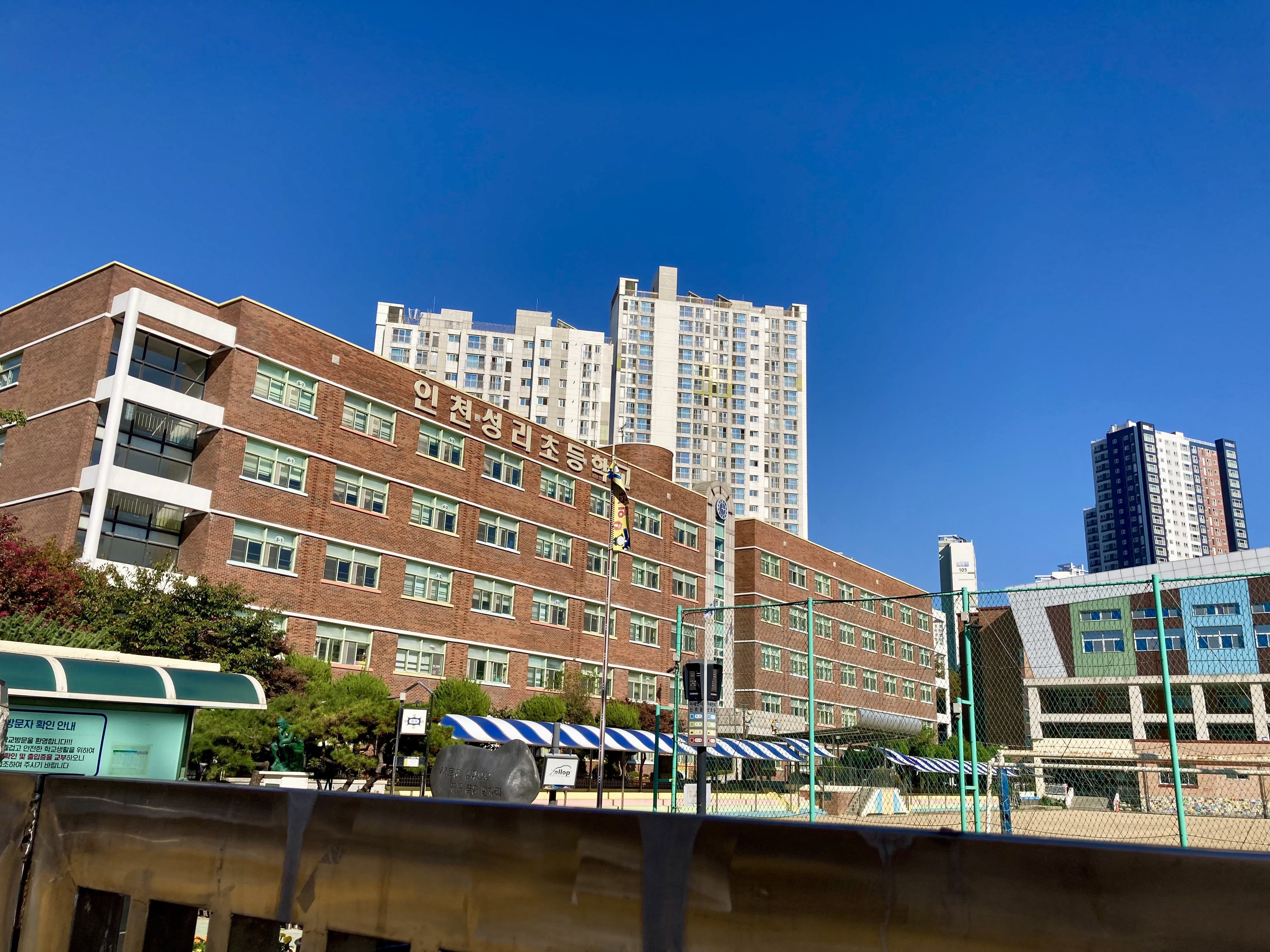
인천성리초등학교
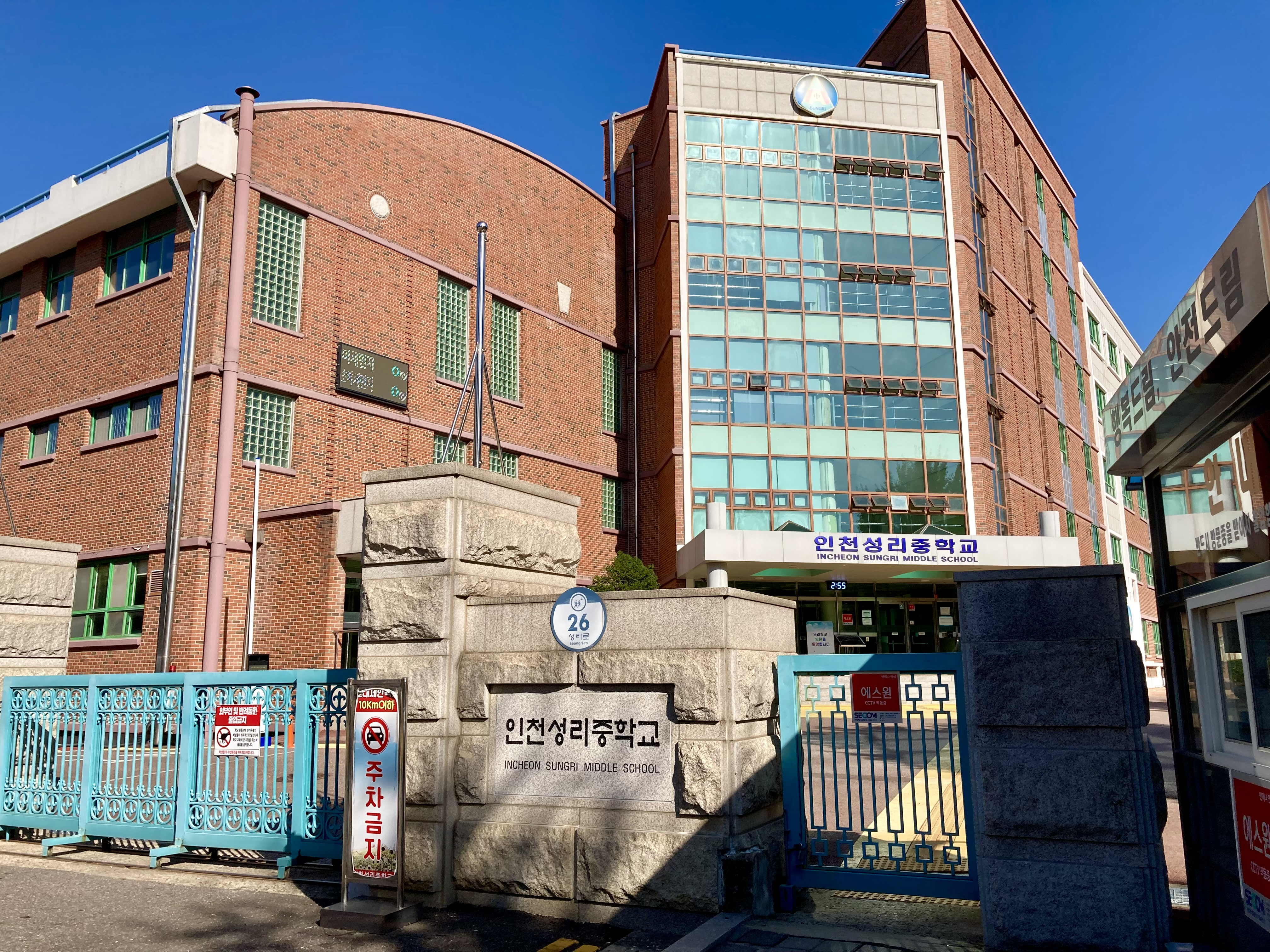
인천성리중학교
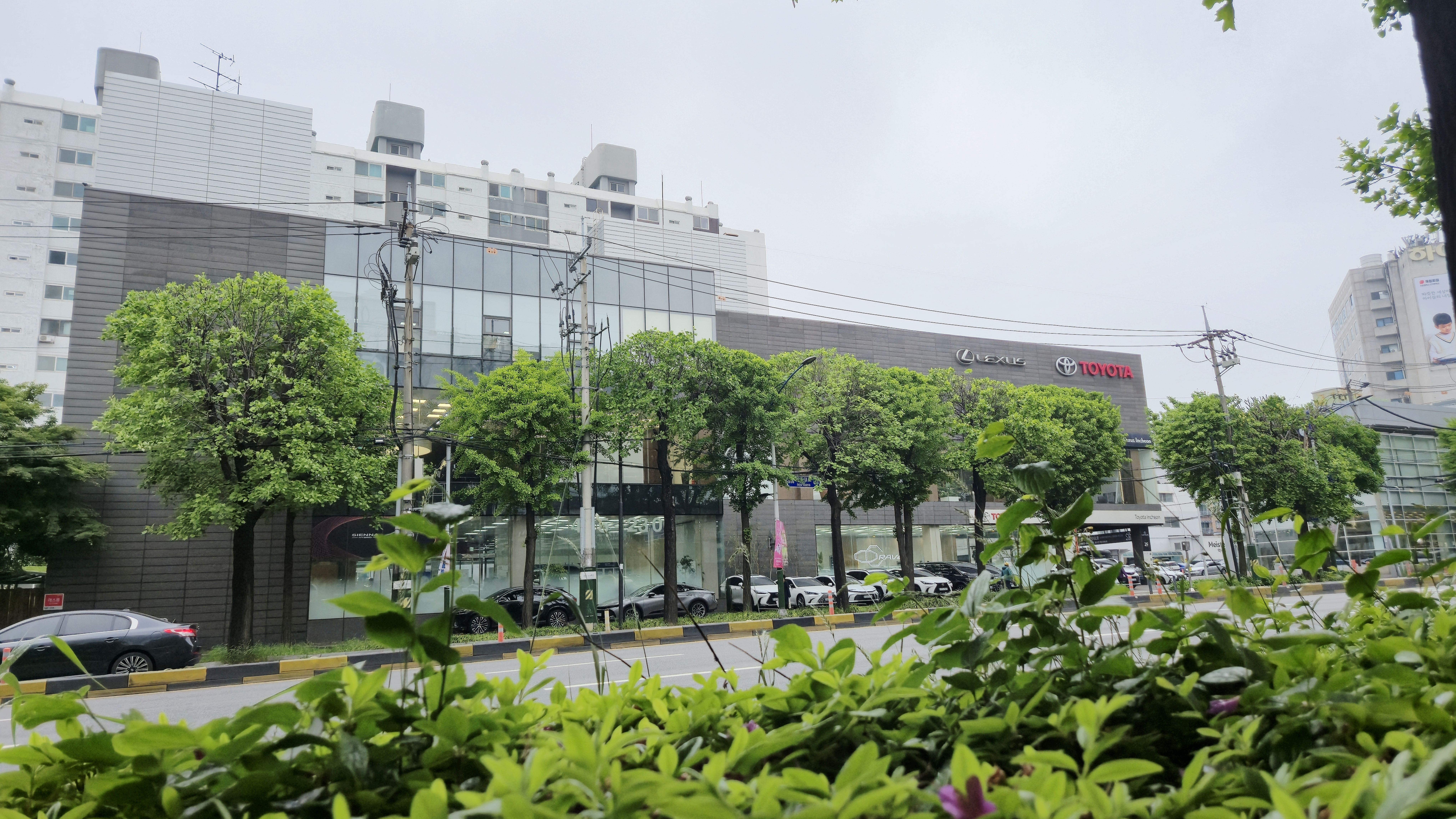
렉서스 인천점(성리로 76)

- 성리초등학교
- 성리중학교
- 남동구세무서
- 남동경찰서